# Guy Chevalier
Guy André Dominique Marie Chevalier SSCC (* 25. Mai 1938 in Les Herbiers, Département Vendée, Frankreich) ist ein römisch-katholischer Ordensgeistlicher und emeritierter Bischof von Taiohae o Tefenuaenata.

## Leben
Guy Chevalier trat der Ordensgemeinschaft der Arnsteiner Patres bei und empfing am 27. Juni 1964 die Priesterweihe.
Papst Johannes Paul II. ernannte ihn am 29. März 1985 zum Koadjutorbischof von Taiohae o Tefenuaenata. Die Bischofsweihe spendete ihm der Bischof von Taiohae o Tefenuaenata, Hervé-Maria Le Cléac’h SSCC, am 15. August desselben Jahres; Mitkonsekratoren waren Michel-Gaspard Coppenrath, Erzbischof von Papeete, und Antonio Magnoni, Apostolischer Pro-Nuntius in Neuseeland und den Fidschiinseln.
Mit dem Rücktritt Hervé-Maria Le Cléac’hs SSCC folgte er ihm am 31. Mai 1986 als Bischof von Taiohae o Tefenuaenata nach.
Papst Franziskus nahm am 5. September 2015 seinen altersbedingten Rücktritt an.